# Rumoi
Rumoi (留萌市, Rumoi-shi) est une ville située dans la préfecture de Hokkaidō, au Japon.

## Géographie

### Situation
Rumoi est située dans le sud de la sous-préfecture de Rumoi, dans l'ouest de l'île de Hokkaidō. Elle est bordée par la mer du Japon au nord-ouest.

### Démographie
En juillet 2022, la population de la ville de Rumoi était de 19 430 habitants répartis sur une superficie de 297,84 km2.

### Climat
Rumoi a un climat continental humide avec des étés chauds et des hivers froids.
| Mois                                             | jan.       | fév.       | mars       | avril      | mai       | juin     | jui.      | août      | sep.      | oct.      | nov.      | déc.       | année      |
| ------------------------------------------------ | ---------- | ---------- | ---------- | ---------- | --------- | -------- | --------- | --------- | --------- | --------- | --------- | ---------- | ---------- |
| Température minimale moyenne (°C)                | −7,4       | −7,4       | −3,5       | 1,6        | 7,2       | 12,3     | 16,7      | 17,7      | 13,1      | 6,9       | 1,1       | −4,4       | 4,5        |
| Température moyenne (°C)                         | −4,1       | −3,7       | 0          | 5,5        | 11,1      | 15,4     | 19,6      | 20,9      | 17,2      | 11,1      | 4,4       | −1,5       | 8          |
| Température maximale moyenne (°C)                | −1         | −0,4       | 3,2        | 9,4        | 15,4      | 19,2     | 23,1      | 24,6      | 21,4      | 15,2      | 7,8       | 1,3        | 11,6       |
| Record de froid (°C) date du record              | −23,4 1985 | −22,8 1945 | −22,4 1965 | −10,1 1956 | −2,8 1953 | 1,6 1969 | 5 1968    | 7,1 1962  | 1,1 1964  | −4,4 1950 | −9,5 1967 | −21,4 2020 | −23,4 1985 |
| Record de chaleur (°C) date du record            | 7,8 1983   | 10,9 2010  | 16,8 2018  | 24,6 1998  | 29,3 2019 | 32 2014  | 33,7 2018 | 35,6 2021 | 33,1 2012 | 24,9 2019 | 21,2 2003 | 14 1968    | 35,6 2021  |
| Ensoleillement (h)                               | 48         | 69,7       | 129,7      | 174,5      | 201,2     | 174      | 169,2     | 174,4     | 167,5     | 124,3     | 51,9      | 29,6       | 1 514      |
| Précipitations (mm)                              | 95,8       | 68,5       | 53,5       | 43,2       | 59,7      | 56,3     | 113,9     | 126,6     | 145,4     | 131,4     | 140       | 119,9      | 1 154,1    |
| dont neige (cm)                                  | 165        | 120        | 75         | 9          | 0         | 0        | 0         | 0         | 0         | 0         | 35        | 147        | 546        |
| Nombre de jours avec précipitations              | 20,4       | 16,5       | 13         | 9,5        | 8,9       | 8,1      | 8,9       | 9,7       | 12,7      | 15,2      | 18,7      | 22         | 163,6      |
| dont nombre de jours avec précipitations ≥ 10 mm | 2,3        | 1          | 0,9        | 1          | 1,9       | 1,8      | 3,4       | 3,9       | 4,6       | 4,9       | 5,1       | 3,2        | 34,1       |
| Humidité relative (%)                            | 77         | 75         | 72         | 72         | 76        | 82       | 85        | 83        | 79        | 74        | 74        | 76         | 77         |
| Nombre de jours avec neige                       | 24,7       | 21,8       | 17,8       | 2,6        | 0         | 0        | 0         | 0         | 0         | 0,1       | 7,7       | 23         | 97,8       |
| Nombre de jours d'orage                          | 0          | 0,2        | 0,1        | 0,1        | 0,2       | 0,4      | 0,8       | 1,6       | 2,4       | 3,5       | 1,9       | 0,2        | 11,4       |
| Nombre de jours avec brouillard                  | 0,1        | 0,1        | 0          | 1,6        | 2,4       | 2,6      | 4,4       | 2,3       | 2,3       | 1,4       | 0,8       | 0,1        | 18,1       |

| Diagramme climatique                                  |              |             |            |             |              |               |               |               |              |           |              |
| J                                                     | F            | M           | A          | M           | J            | J             | A             | S             | O            | N         | D            |
| −1−7,495,8                                            | −0,4−7,468,5 | 3,2−3,553,5 | 9,41,643,2 | 15,47,259,7 | 19,212,356,3 | 23,116,7113,9 | 24,617,7126,6 | 21,413,1145,4 | 15,26,9131,4 | 7,81,1140 | 1,3−4,4119,9 |
| Moyennes : • Temp. maxi et mini °C • Précipitation mm |              |             |            |             |              |               |               |               |              |           |              |

## Histoire
Le village de Rumoi a été fondé en 1877. Il a acquis le statut de bourg en 1908 puis de ville en 1947.

## Transports
Rumoi est desservie par la ligne Rumoi de la compagnie JR Hokkaido.
La ville possède un port.

## Jumelage
Rumoi est jumelée avec Oulan-Oudé en Russie.

## Galerie photos

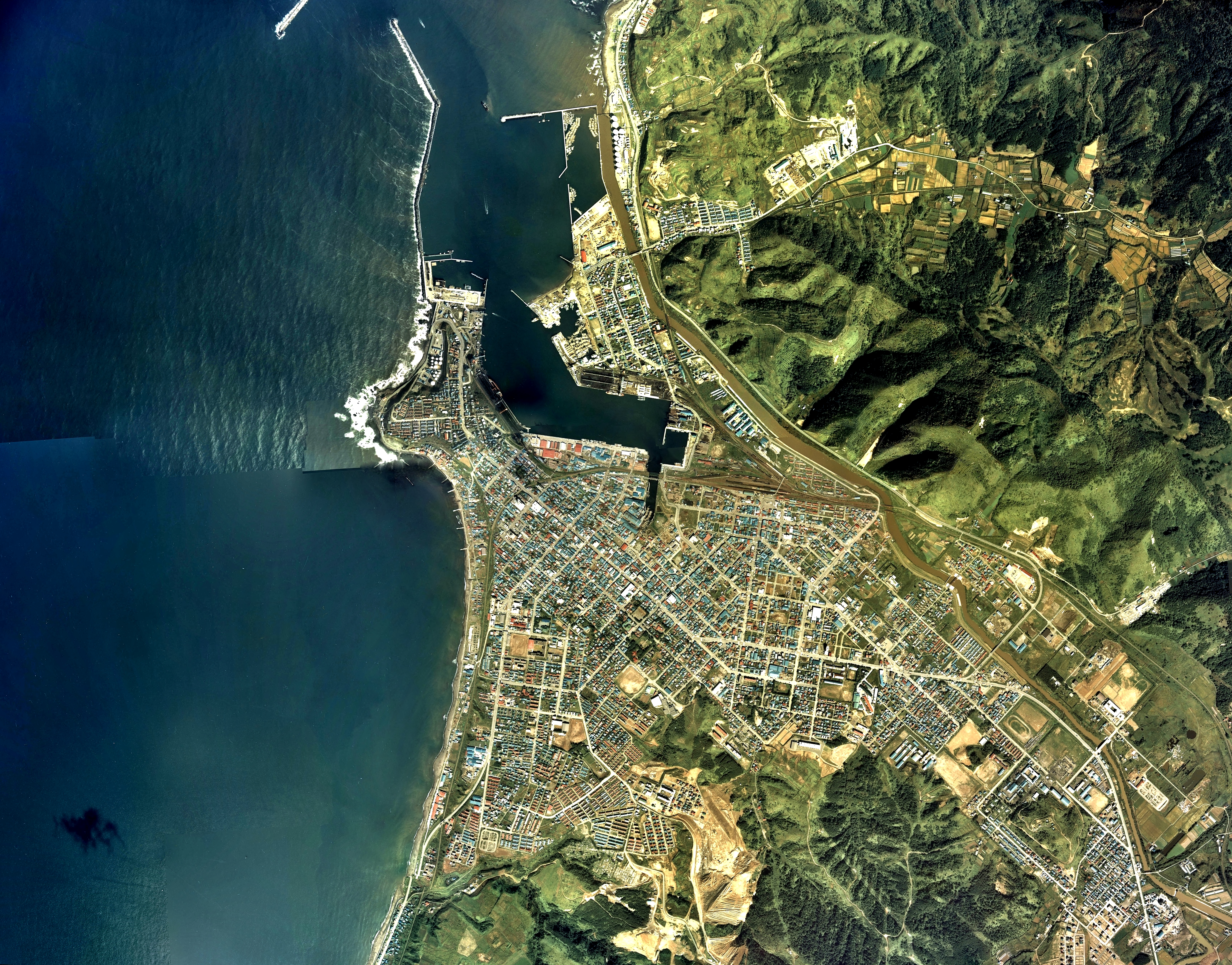
Vue aérienne de Rumoi (1977).
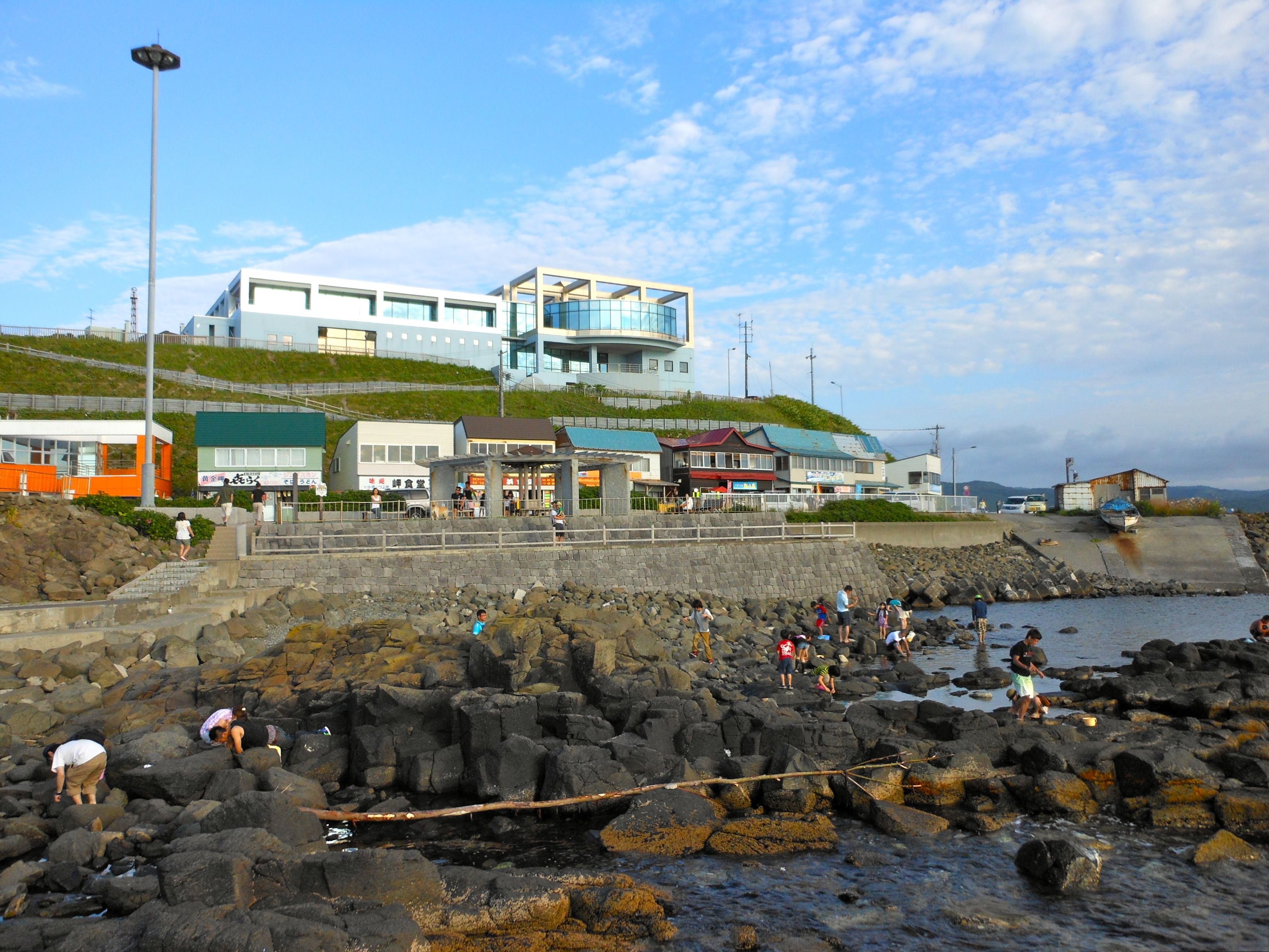
La pêche au crabe à Rumoi.